# Storenosoma smithae
Espèce
Storenosoma smithae est une espèce d'araignées aranéomorphes de la famille des Amaurobiidae.

## Distribution
Cette espèce est endémique de Nouvelle-Galles du Sud en Australie. Elle se rencontre sur le mont Clarke.

## Description
Le mâle holotype mesure 6,25 mm et la femelle paratype 7,25 mm.

## Étymologie
Cette espèce est nommée en l'honneur de Helen Motum Smith.

## Publication originale
- Milledge, 2011 : A revision of Sterenosoma Hogg and description of a new genus, Oztira (Araneae: Amaurobiidae). Records of the Australian Museum, vol. 63, p. 1-32 (texte intégral).